# Christian Muomaife
Christian "Chris" Muomaife (født 20. december 1987) er en nigeriansk fodboldspiller, som har spillet for Viborg FF siden sommeren 2006, hvor han blev hentet fra klubbens fodboldakademi i Nigeria. Han er angriber og er især kendt for sine tekniske færdigheder samt sin hurtighed og angrebsivrighed. 
I efteråret 2006 blev han topscorer på Viborg FFs andethold i Danmarksserien, hvor han scorede i stort set hver eneste kamp. I vinteren 2007 forlængede han sin kontrakt med Viborg FF. Hans store gennembrud var kampen imod Silkeborg IF i SAS-ligaen i april 2007, hvor han blev matchvinder og viste sine tekniske færdigheder. Resten af foråret spillede han som fast mand, hvor det blev til en del flere mål.
I efteråret 2007 slog han fast, at han er fast mand, da han kom ind imod F.C. København og scorede Viborg FFs enlige mål i 3-1 nederlaget og dermed Viborg FFs første mål i sæsonen 2007/2008.
I sommeren 2010 blev han udlejet til Hobro IK i de sidste 6 måneder af hans kontrakt med Viborg FF.
I februar 2011 tog han til Færøerne at prøve lykken, da han fik tilbudt en kontrakt fra ÍF Fuglafjørður. Indtil videre er det blevet til 6 kampe og 4 mål i den bedste færøske række. I april 2013 skiftede Muomaife til serie 2-klubben Møldrup-Tostrup IF.
I 2016 blev Muomaife præsenteret som træner for serie 5-klubben Viborg B67 for 2017-sæsonen.